# Pineta di Lignano
Pineta di Lignano este o arie protejată (arie specială de conservare — SAC, sit de importanță comunitară — SCI) din Italia întinsă pe o suprafață de 118 ha, integral pe uscat.

## Localizare
Centrul sitului Pineta di Lignano este situat la coordonatele 45°39′40″N 13°05′32″E / 45.6611°N 13.0922°E.

## Înființare
Situl Pineta di Lignano a fost declarat sit de importanță comunitară în iunie 1999 pentru a proteja 2 specii de plante și 11 specii de animale. Situl a fost protejat și ca arie specială de conservare în octombrie 2013.

## Biodiversitate
Situată în ecoregiunea continentală, aria protejată conține 10 habitate naturale: Pajiști uscate din regiunea submediteraneeană estică (Scorzoneratalia villosae), Păduri aluvionare cu Alnus glutinosa și Fraxinus excelsior (Alno-Padion, Alnion incanae, Salicion albae), Tufărișuri halofile mediteraneene și termo-atlantice (Sarcocornetea fruticosi), Galerii de Salix alba și de Populus alba, Dune de coastă cu Juniperus spp., Dune de coastă fixe cu vegetație erbacee („dune gri”), Mlaștini calcaroase cu Cladium mariscus și specii de Caricion davallianae, Pajiști umede mediteraneene cu ierburi înalte de Molinio-Holoschoenion, Pășuni mediteraneene udate de apa mării (Juncetalia maritimi), Dune împădurite cu Pinus pinea și/sau Pinus pinaster.
La baza desemnării sitului se află mai multe specii protejate:
- plante (2): Gladiolus palustris, Stipa veneta
- păsări (7): egretă mare (Ardea alba), șorecarul comun (Buteo buteo), egretă mică (Egretta garzetta), stârc de noapte (Nycticorax nycticorax), pițigoi de brădet (Periparus ater), silvie roșcată (Sylvia cantillans), silvie mediteraneană (Sylvia melanocephala)
- amfibieni (1): Rana latastei
- nevertebrate (1): Vertigo angustior
- reptile (2): țestoasa de baltă (Emys orbicularis), țestoasă bănățeană (Testudo hermanni)

Pe lângă speciile protejate, pe teritoriul sitului au mai fost identificate 4 specii de plante, 3 specii de amfibieni, 3 specii de mamifere, 11 specii de reptile.